# فنسنت فان دير بورغ
فنسنت فـان دير بورغ هو محامي وقانوني وسياسي هولندي، ولد في 17 أبريل 1945 في Zeist ‏ في هولندا، وتوفي بنفس المكان في 29 أبريل 2020. نشط حزبياً في حزب النداء الديمقراطي المسيحي والحزب الكاثوليكي الشعبي. وقد انتخب عضو مجلس نواب هولندا ‏.